# Ла Пења Лоза, Пења Лоза (Пивамо)
Ла Пења Лоза, Пења Лоза (шп. La Peña Loza, Peña Loza) насеље је у Мексику у савезној држави Халиско у општини Пивамо. Насеље се налази на надморској висини од 800 м.

## Становништво
Према подацима из 2005. године у насељу је живео 1 становник.

### Хронологија
| Година       | 2000       | 2005 |
| ------------ | ---------- | ---- |
| Становништво | 13 (6 / 7) | 1    |

### Попис
| # | Индикатор                        | Вредност |
| - | -------------------------------- | -------- |
| 1 | Укупно појединачних домаћинстава | 1        |